# Olivier Dussopt

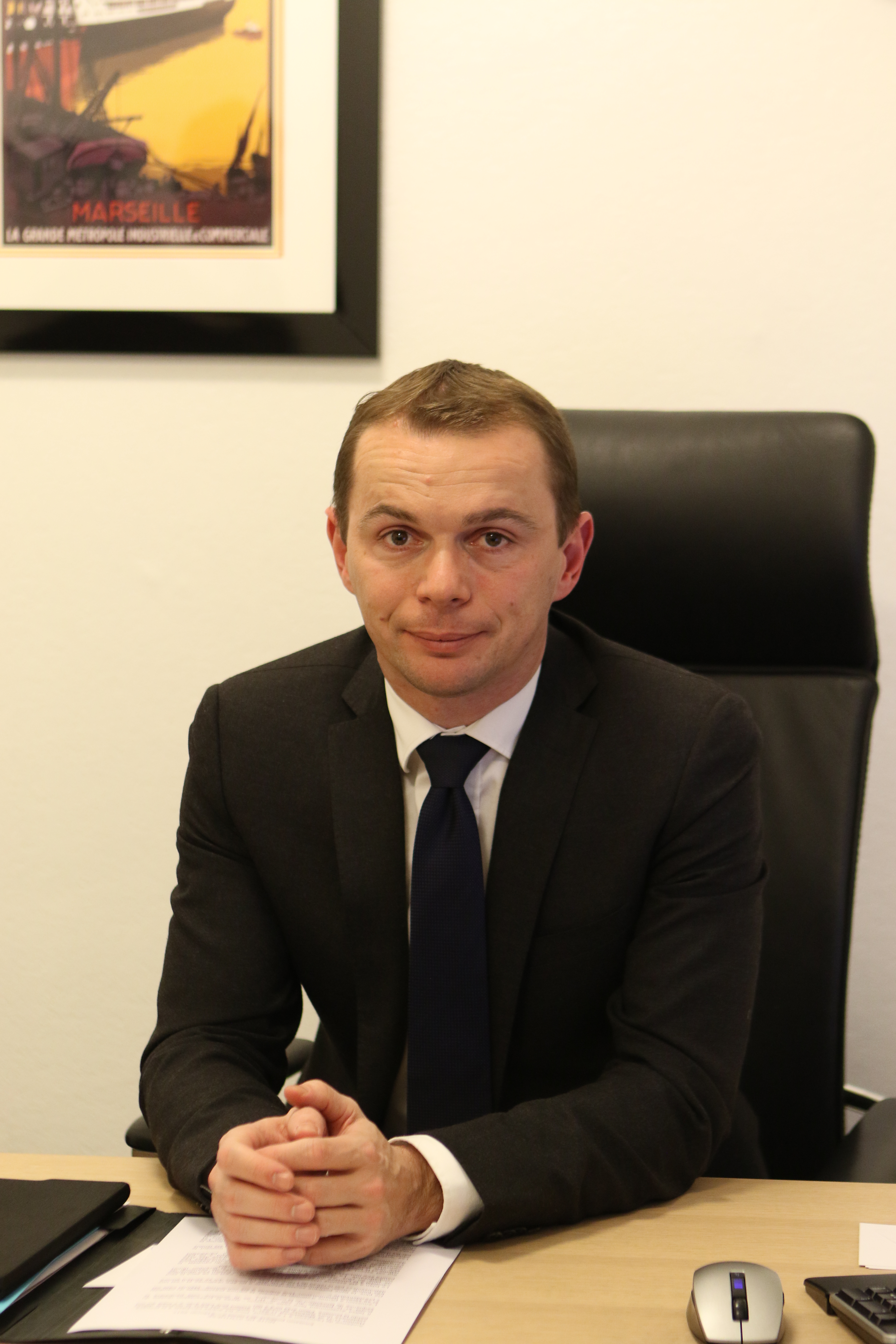
Olivier Dussopt (2017)

Olivier Dussopt (* 16. August 1978 in Annonay) ist ein französischer Politiker. Er war von 2007 bis 2017 Abgeordneter der Nationalversammlung. Von 2017 bis 2020 war er Staatssekretär beim Minister für den Haushalt. Anschließend war er bis 2022 beigeordneter Budget-Minister im Wirtschafts- und Finanzministerium unter Bruno Le Maire. Vom 20. Mai 2022 bis zum 11. Januar 2024 war er Arbeitsminister im Kabinett Borne.
Dussopt studierte in Grenoble Politikwissenschaften und schloss das Studium mit einem DESS ab. 2000 trat er der Parti socialiste bei. Nach Beendigung des Studiums war er zunächst parlamentarischer Assistent von Michel Teston, Senator und Präsident des Generalrats des Départements Ardèche. 2006 wurde er selbst zum aktiven Politiker und zog in den Regionalrat der Region Rhône-Alpes ein. Bei den Parlamentswahlen 2007 gelang Dussopt im zweiten Wahlkreis des Départements Ardèche mit 28 Jahren der Einzug in die Nationalversammlung. Im Dezember desselben Jahres erklärte er dazu seine Kandidatur um das Amt des Bürgermeisters in Annonay. Dieses erlangte er bei den Wahlen im März 2008. Im November des Jahres stieg er zudem in die Führungsebene der Parti socialiste auf. 2011 wurde er zum Sprecher der sozialistischen Spitzenpolitikerin Martine Aubry. Von dieser wurde er im Juli 2012 zu einem der nationalen Sekretäre der PS ernannt. Im selben Jahr gelang ihm die Wiederwahl als Abgeordneter.